# John Vance Cheney
Pour les articles homonymes, voir Cheney.
John Vance Cheney, né le 29 décembre 1848 à Groveland dans l'État de New York et mort le 1er mai 1922 à San Diego en Californie, est un poète américain.

## Œuvres
- Complete Poems of John Vance Cheney (1906)